# いずも農業協同組合
いずも農業協同組合（いずものうぎょうきょうどうくみあい、通称JAいずも）は、島根県出雲市に本店を置いていた農業協同組合。

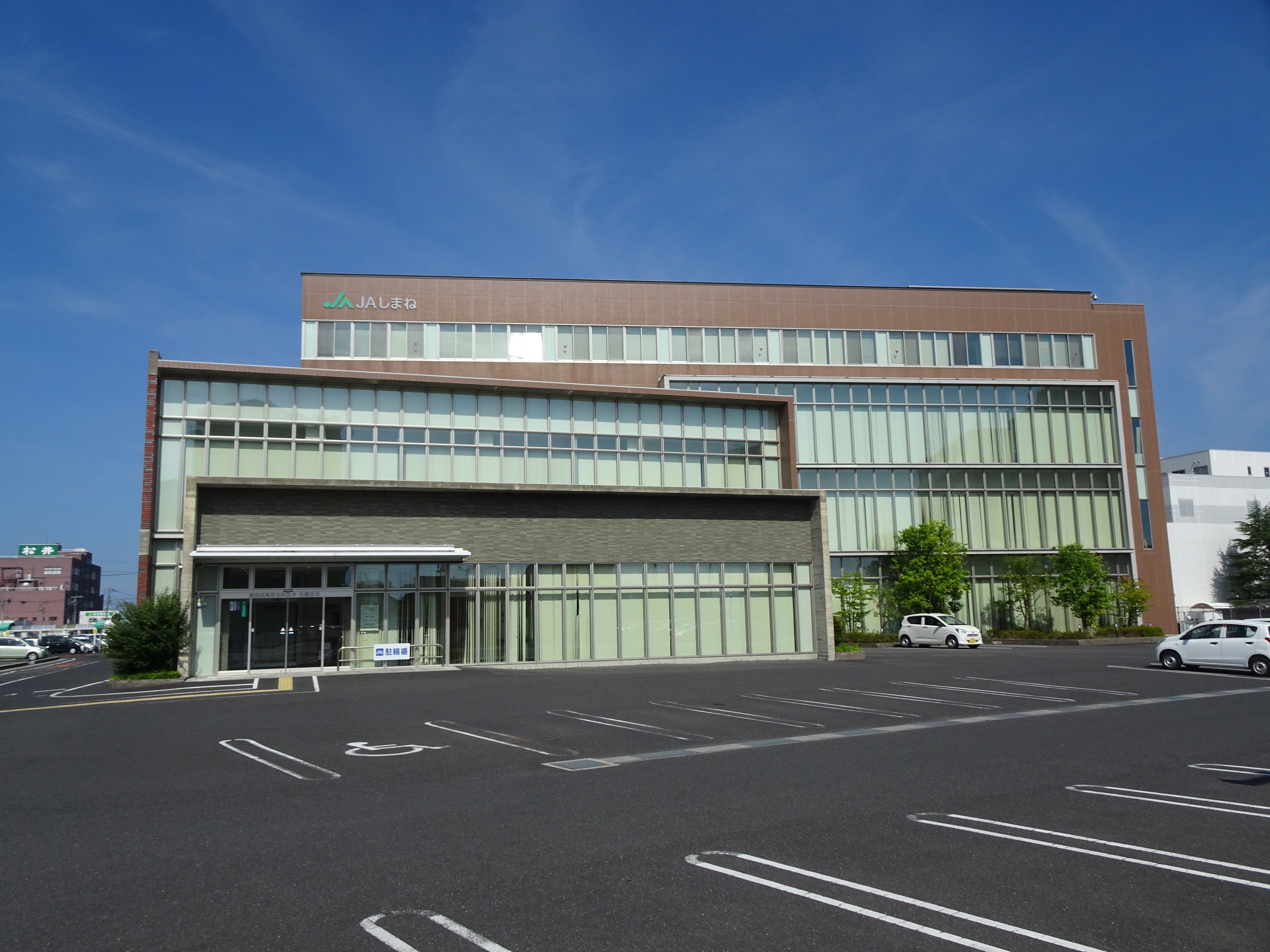
いずも農業協同組合（現:島根県農業協同組合出雲地区本部）

2015年3月1日、島根県内の全ての地域農業協同組合を吸収合併し、島根県農業協同組合（JAしまね）に改称された。
本項では、JAいずもの本体又は子会社で運営するスーパーマーケット・コンビニエンスストアについても触れる。前述の通り、2015年3月以降はJAしまねによる運営となっているが、店舗については出雲地区本部の区域内のみとなっている（2023年11月現在）。

## 概要
ATMでは、JAバンクのカードは稼働時間内の終日において、また三菱東京UFJ銀行（現・三菱UFJ銀行）のカードは平日のみにおいて、それぞれ自行扱いとなっていた。
出雲市の指定金融機関であった。
2015年3月1日を以て、島根県の他の農業協同組合を吸収合併して島根県農業協同組合（JAしまね）となり、旧本店はJAしまね・出雲地区本部（信用事業の口座店としては、出雲支店）となり、新たな本店は、松江市にある島根県信用農業協同組合連合会（JAバンク島根）本所と同一地である島根JAビルに新規設置する形で移転した。

## 業務区域
- 島根県出雲市（旧斐川町を除く）

## 主な関連事業

### ラピタ
JAいずもの生活資材取り扱い部門の愛称。1964年（昭和39年）に「出雲生活センター」として発足以来、出雲市内に9店舗を展開する。他のJAでいう「エーコープ」に相当する部署であるが、マツモトキヨシとのフランチャイズ提携（ラピタはまやま店）、オール日本スーパーマーケット協会 (AJS) 加盟など、他のJAには見られない独自の展開を見せている。

### コンビニエンスストア
子会社のJAいずもアグリマートがファミリーマートのフランチャイジーとして現在の出雲市内に14店舗を展開。かつては一部店舗内（または駐車場）にイーネットATMではなくJAバンクATM（JAいずもの出張所扱い）を設置していたが、山陰合同銀行がイーネットと提携し2010年5月24日にサービスを開始したのを機に、現在はラピタ中央病院店を除き、JAバンクATMを休止し、店舗内のイーネットATMに置き換えられている。